# Mikhaïl Tkatchenko
Pour les articles homonymes, voir Tkatchenko.
 (mai 2024).
Si vous disposez d'ouvrages ou d'articles de référence ou si vous connaissez des sites web de qualité traitant du thème abordé ici, merci de compléter l'article en donnant les références utiles à sa vérifiabilité et en les liant à la section « Notes et références ».
Mikhaïl Stepanovitch Tkatchenko (en ukrainien : Михайло Степанович Ткаченко ; en russe : Михаил Степанович Ткаченко, né le 5 novembre 1860 à Kharkiv (Gouvernement de Kharkov, Empire russe) et mort le 2 janvier 1916, près de Sloviansk (Gouvernement de Iekaterinoslav, Empire russe), est un peintre ukrainien du temps de l'Empire russe qui passa la plus grande partie de sa carrière en France.

## Biographie
Tkatchenko est décrit comme peintre ukrainien et graphiste, maître du paysage terrestre et marin.
Il reçoit ses premières leçons de peinture de l'artiste Dmytro Bezpertchyi à Kharkiv, puis se rend à 19 ans à Saint-Pétersbourg, où il fréquente l'académie des beaux-arts, d'abord comme auditeur libre, puis comme élève régulier. Il sort de l’école des beaux-arts de Saint-Pétersbourg avec le rang de 1re classe et reçoit pour cela une bourse qui lui permet de voyager. En 1888, il s’installe à Paris et suit pendant quatre ans le cours de Fernand Cormon où travaillent également I. Samokisch et Roerich.
Il habite une maison au 60 boulevard de Clichy où il installe son atelier, tout près du café Guerbois. C’est dans cette rue qu’habite Édouard Manet. C’est aussi dans ce café Guerbois qu’il côtoie divers artistes comme Leconte de Lisle, Mallarmé, Verlaine, ou encore Degas, Monet, Renoir, Alfred Sisley.

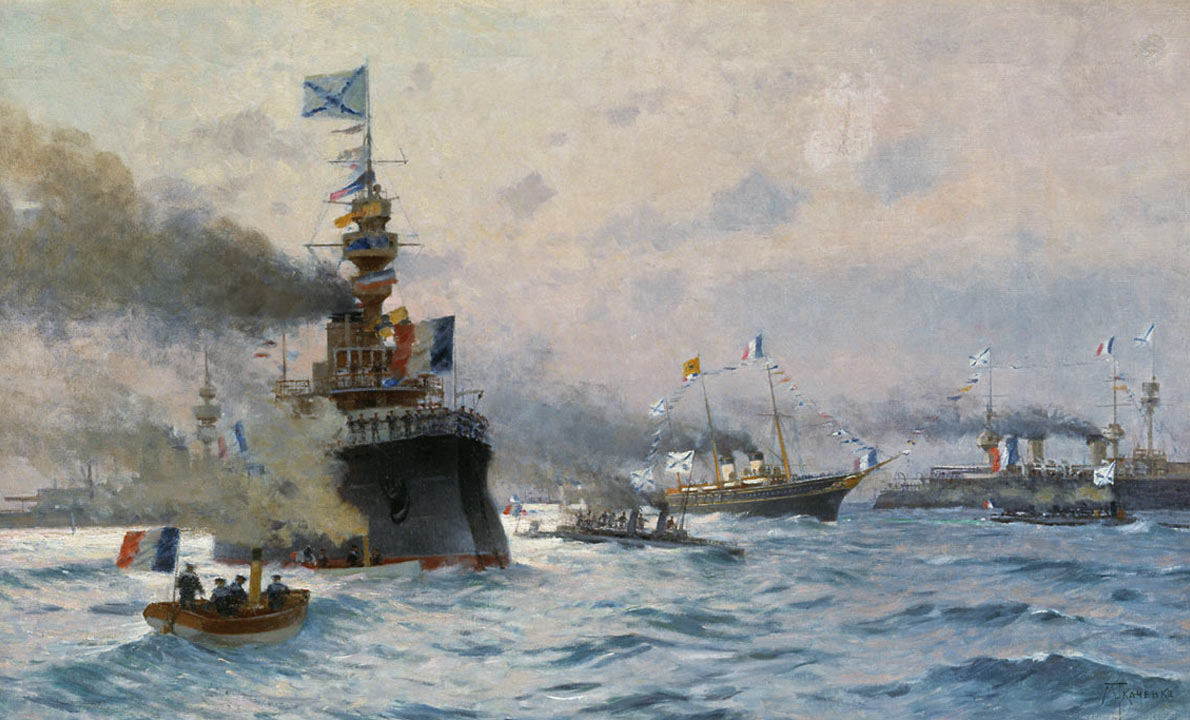
Le 25 juillet 1891 la flotte française en visite à Kronstadt.

Chaque été, il séjourne en Ukraine où il a également une maison. Il dessine beaucoup de paysages typiques de la « Petite Russie ». Ses contacts à Paris et sa fréquentation du cercle ukrainien-russo, le mettent en relation avec les grands peintres de la marine russe avec qui il se lie d’amitié, comme Alexeï Bogolioubov et Nikolaï Gritsenko avec lesquels il travaille pour la marine russe. Bogolioubov, le plus âgé, est professeur des beaux-arts à Saint-Pétersbourg et aussi le peintre officiel de la marine militaire de l’empereur de Russie. À sa mort, Gritsenko le remplace dans cette fonction. Quand Gritsenko disparaît à son tour, c’est Tkatchenko en 1902 qui devient peintre de la marine russe. Tkatchenko est également photographe et peint souvent des marines très précises et détaillées à partir de photos qu’il prend lui-même.

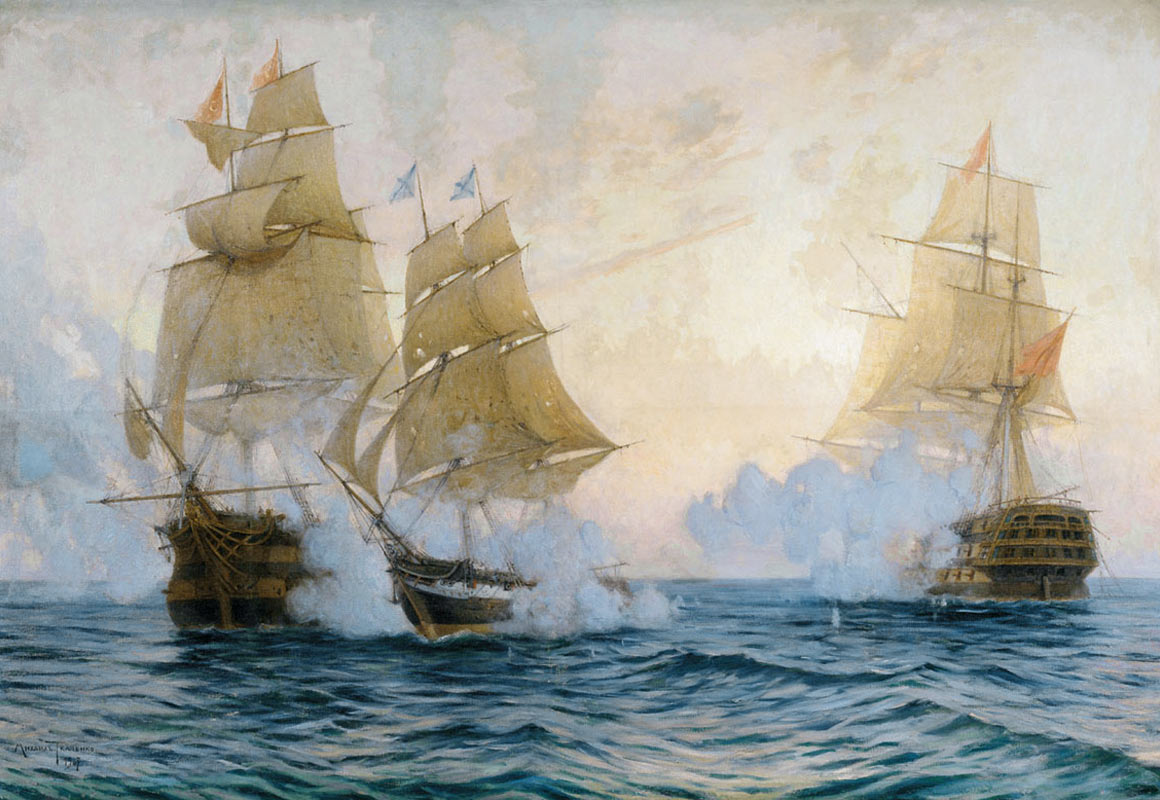
Le brick Mercure contre des navires turcs le 14 mai 1829.

Dans une lettre du 1er juin 1895 de Tkatchenko à sa mère, il explique qu’il a présenté à Nicolas II un tableau qui lui avait été demandé par l’empereur Alexandre III décédé en 1893. Celui-ci (Nicolas II) le trouvant très bien en demande un deuxième exemplaire pour la Russie. L’usage était de faire les tableaux commémoratifs en deux exemplaires, l’un était remis en cadeau par le Tsar et le second était destiné à la Russie comme archive.

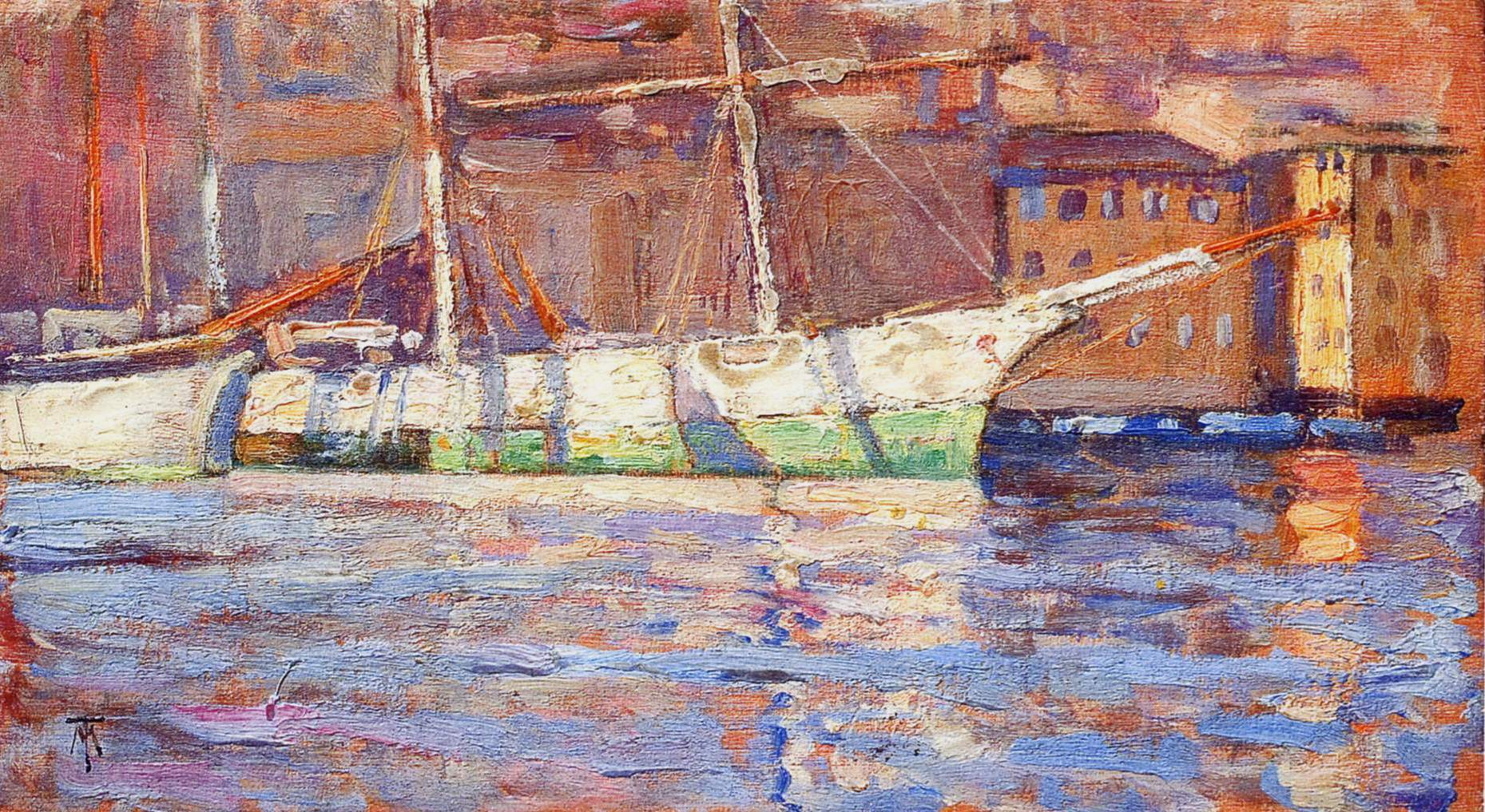
Bricks dans la port.

Le 14 août 1909 à 14H30 il se marie avec Victorine Louise Laugier en la mairie du 18e arrondissement de Paris.
À l’été 1915, Tkatchenko part pour l'Ukraine restaurer les fresques d’un monastère de Sviatohirsk. Il tombe malade des reins ce qui, avec la guerre, l’empêche de rentrer en France. Il meurt à 56 ans de sa maladie, le 2 janvier 1916 et il est enterré à Kharkiv.
Il est fait chevalier de la Légion d'honneur en 1895.